# Sân bay Kengtung
Sân bay Kengtung là một sân bay ở Kengtung, Myanmar (IATA: KET, ICAO: VYKG). Sân bay này có 1 đường cất hạ cánh rải asphalt.

## Các hãng hàng không và các tuyến điểm
- Air Bagan (Mandalay)
- Myanmar Airways (Heho, Mandalay)
- Yangon Airways (Heho, Tachilek)